# Élection présidentielle américaine de 1976 en Floride
 (août 2023).
L'élection présidentielle américaine de 1976 en Floride a lieu le 2 novembre 1976 comme dans les 49 autres États qui composent les États-Unis ainsi que le district de Columbia. Les électeurs floridiens choisissent des grands électeurs pour les représenter dans le collège électoral à travers un vote populaire. La Floride possède en 1976 17 grands électeurs. L'État donne l'ensemble de ses grands électeurs au candidat du Parti démocrate Jimmy Carter. 
Le candidat vainqueur de ce scrutin dans tout le pays sera également Carter, qui occupera la présidence des États-Unis du 20 janvier 1977 au 20 janvier 1981, date à laquelle Ronald Reagan lui succédera. 